# Aurelio Bacciarini
Aurelio Bacciarini, né le 2 novembre 1873 à Lavertezzo et mort le 27 juin 1935 à Lugano, est un prêtre catholique suisse, administrateur apostolique de Lugano de 1917 à 1935. Il est déclaré vénérable par Benoît XVI en 2008.

## Biographie
Aurelio Bacciarini est né le 2 novembre 1873 à Lavertezzo, dont il est également originaire. Son père est meunier et épicier ; sa mère est née Maria Sciarini. 
Il fréquente le petit séminaire de Barlassina, puis le grand séminaire de Lugano, Milan et Monza. Il est ordonné prêtre le 12 juin 1897 et devient curé à Arzo. 
En 1906, il rejoint la congrégation des Serviteurs de la charité, dont il sera le supérieur de 1921 à 1924.
Le 12 janvier 1917, il est nommé administrateur apostolique de Lugano, et évêque titulaire de Daulia (de). Il s'attache à la rénovation religieuse de son diocèse en mettant l'accent sur le respect des obligations rituelles et sur la foi traditionnelle.
Il est nommé assistant au trône pontifical et comte romain en 1921. Il est le fondateur du Giornale del Popolo (de) en 1926. 
Aurelio Bacciarini a présidé la Conférence des évêques suisses de 1932 à 1933.
Il meurt le 27 juin 1935 à Lugano à 61 ans. 
Le pape Benoît XVI le déclare vénérable en 2008, son procès de béatification est en cours.